# Vale of Clwyd (circonscription du Parlement britannique)
Pour l’article homonyme, voir Vale of Clwyd.
Ne doit pas être confondu avec Vale of Clwyd (circonscription galloise).
Circonscription parlementaire de la 

Chambre des communes
Vale of Clwyd est une ancienne circonscription électorale britannique située au pays de Galles. Elle existe de 1997 à 2024.

## Députés
| Election | Election | Membre       | Parti        | Portrait |
| -------- | -------- | ------------ | ------------ | -------- |
|          | 1997     | Chris Ruane  | Labour       |          |
|          | 2015     | James Davies | Conservateur |          |
|          | 2017     | Chris Ruane  | Labour       |          |
|          | 2019     | James Davies | Conservateur |          |

## Élections

### Élections dans les années 2010

Résultats de la circonscription pour la Chambre des communes du Royaume-Uni, Vale of Clwyd, créée en 1997: 2005 à ce jour

| Élections générales de 2017: Vale of Clwyd, |                                   |                                   |        |      |       |
| Parti                                       | Parti                             | Candidat                          | Votes  | %    | ±     |
|                                             | Labour                            | Chris Ruane                       | 19,423 | 50.2 | +11.9 |
|                                             | Conservateur                      | James Davies                      | 17,044 | 44.1 | +5.0  |
|                                             | Plaid Cymru                       | David Wyatt                       | 1,551  | 4.0  | -3.1  |
|                                             | Libéral Démocrates                | Gwyn Williams                     | 666    | 1.7  | -0.9  |
| Majorité                                    | Majorité                          | Majorité                          | 2,379  | 6.1  |       |
| Participation                               | Participation                     | Participation                     | 38,684 | 68.0 | +5.6  |
|                                             | Labour vainqueur sur Conservateur | Labour vainqueur sur Conservateur | Swing  | 3.45 |       |

| Élections générales de 2015: Vale of Clwyd, |                                   |                                   |        |      |       |
| Parti                                       | Parti                             | Candidat                          | Votes  | %    | ±     |
|                                             | Conservateur                      | James Davies                      | 13,760 | 39.0 | +3.8  |
|                                             | Labour                            | Chris Ruane                       | 13,523 | 38.4 | −3.9  |
|                                             | UKIP                              | Paul Davies-Cooke                 | 4,577  | 13.0 | +11.5 |
|                                             | Plaid Cymru                       | Mair Rowlands                     | 2,486  | 7.1  | +1.2  |
|                                             | Libéral Démocrates                | Gwyn Williams                     | 915    | 2.6  | −10.0 |
| Majorité                                    | Majorité                          | Majorité                          | 237    | 0.7  |       |
| Participation                               | Participation                     | Participation                     | 35,261 | 62.4 | −1.3  |
|                                             | Conservateur vainqueur sur Labour | Conservateur vainqueur sur Labour | Swing  | +3.9 |       |

| Élections générales de 2010: Vale of Clwyd, |                              |                 |        |      |      |
| Parti                                       | Parti                        | Candidat        | Votes  | %    | ±    |
|                                             | Labour                       | Chris Ruane     | 15,017 | 42.3 | −3.6 |
|                                             | Conservateur                 | Matt Wright     | 12,508 | 35.2 | +3.5 |
|                                             | Libéral Démocrates           | Paul Penlington | 4,472  | 12.6 | +0.7 |
|                                             | Plaid Cymru                  | Caryl Wyn-Jones | 2,068  | 5.8  | −1.4 |
|                                             | BNP                          | Ian Si'Ree      | 827    | 2.3  | N/A  |
|                                             | UKIP                         | Tom Turner      | 515    | 1.4  | +0.3 |
|                                             | Alliance for Green Socialism | Mike Butler     | 127    | 0.4  | N/A  |
| Majorité                                    | Majorité                     | Majorité        | 2,509  | 7.1  |      |
| Participation                               | Participation                | Participation   | 35,534 | 63.7 | −2.1 |
|                                             | Labour hold                  | Labour hold     | Swing  | −3.6 |      |

### Élections dans les années 2000
| Élections générales de 2005: Vale of Clwyd |                    |                  |        |      |      |
| Parti                                      | Parti              | Candidat         | Votes  | %    | ±    |
|                                            | Labour             | Chris Ruane      | 14,875 | 46.0 | −4.0 |
|                                            | Conservateur       | Felicity Elphick | 10,206 | 31.6 | −0.6 |
|                                            | Libéral Démocrates | Elizabeth Jewkes | 3,820  | 11.8 | +2.3 |
|                                            | Plaid Cymru        | Mark Jones       | 2,309  | 7.1  | 0.0  |
|                                            | Indépendant        | Mark Young       | 442    | 1.4  | N/A  |
|                                            | UKIP               | Edna Khambatta   | 375    | 1.2  | 0.0  |
|                                            | Legalise Cannabis  | Jeff Ditchfield  | 286    | 0.9  | N/A  |
| Majorité                                   | Majorité           | Majorité         | 4,669  | 14.4 |      |
| Participation                              | Participation      | Participation    | 32,313 | 62.2 | −1.4 |
|                                            | Labour hold        | Labour hold      | Swing  | −1.7 |      |

| Élections générales de 2001: Vale of Clwyd |                    |                  |        |      |       |
| Parti                                      | Parti              | Candidat         | Votes  | %    | ±     |
|                                            | Labour             | Chris Ruane      | 16,179 | 50.0 | −2.7  |
|                                            | Conservateur       | Brendan Murphy   | 10,418 | 32.2 | +2.4  |
|                                            | Libéral Démocrates | Graham Rees      | 3,058  | 9.5  | +0.7  |
|                                            | Plaid Cymru        | John Williams    | 2,300  | 7.1  | +1.2  |
|                                            | UKIP               | William Campbell | 391    | 1.2  | +0.5  |
| Majorité                                   | Majorité           | Majorité         | 5,761  | 17.8 |       |
| Participation                              | Participation      | Participation    | 32,346 | 63.6 | −11.0 |
|                                            | Labour hold        | Labour hold      | Swing  |      |       |

### Élections dans les années 1990
| Élections générales de 1997: Vale of Clwyd |                                  |                 |        |      |     |
| Parti                                      | Parti                            | Candidat        | Votes  | %    | ±   |
|                                            | Labour                           | Chris Ruane     | 20,617 | 52.7 | N/A |
|                                            | Conservateur                     | David Edwards   | 11,662 | 29.8 | N/A |
|                                            | Libéral Démocrates               | Daniel Munford  | 3,425  | 8.8  | N/A |
|                                            | Plaid Cymru                      | Gwyneth Kensler | 2,301  | 5.9  | N/A |
|                                            | Référendum                       | Simon Vickers   | 834    | 2.1  | N/A |
|                                            | UKIP                             | Scott Cooke     | 293    | 0.7  | N/A |
| Majorité                                   | Majorité                         | Majorité        | 8,995  | 22.9 | N/A |
| Participation                              | Participation                    | Participation   | 39,132 | 74.6 | N/A |
|                                            | Labour Vainqueur (nouveau siège) |                 |        |      |     |